# Bernhard Lorenz Groot
Bernhard Lorenz Groot, auch Berend Lorenz Groot (* 1717 in Lübeck; † 30. Dezember 1776) war ein Kaufmann und Ratsherr der Hansestadt Lübeck.

## Leben

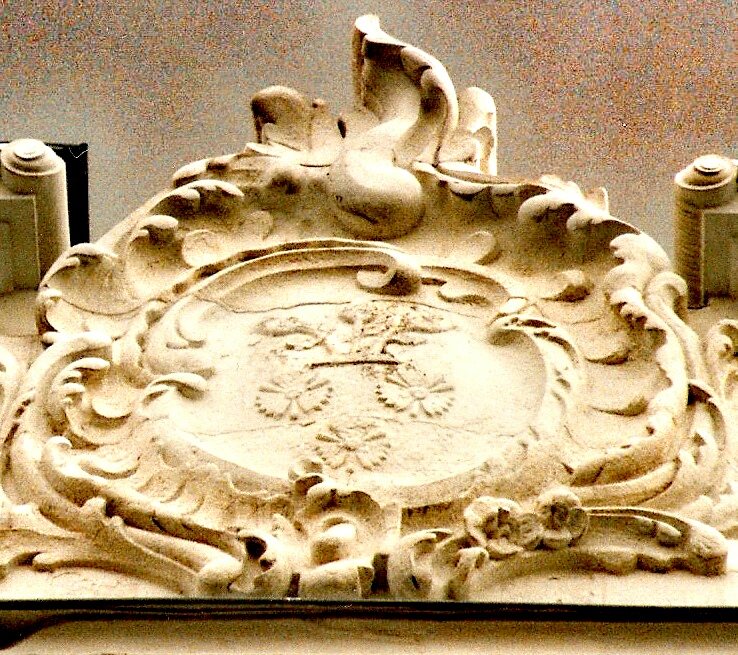
Groot’sches Wappen

Bernhard Lorenz Groot war Sohn eines Lübecker Eisenkrämers, der aus Heiligenhafen stammte. Er trat 1735 in das Handelsgeschäft eines Onkels ein. 1743 übernahm er das von seinem älteren Bruder in Sankt Petersburg begründete Geschäft und bereiste von dort aus Russland. 1756 ließ er sich wieder in Lübeck nieder und wurde 1760 aus der Korporation der Lübecker Schonenfahrer in den Lübecker Rat erwählt. Im Rat war er Wetteherr, Bauherr und besonders in der Stadtkasse tätig. Er starb unverehelicht.

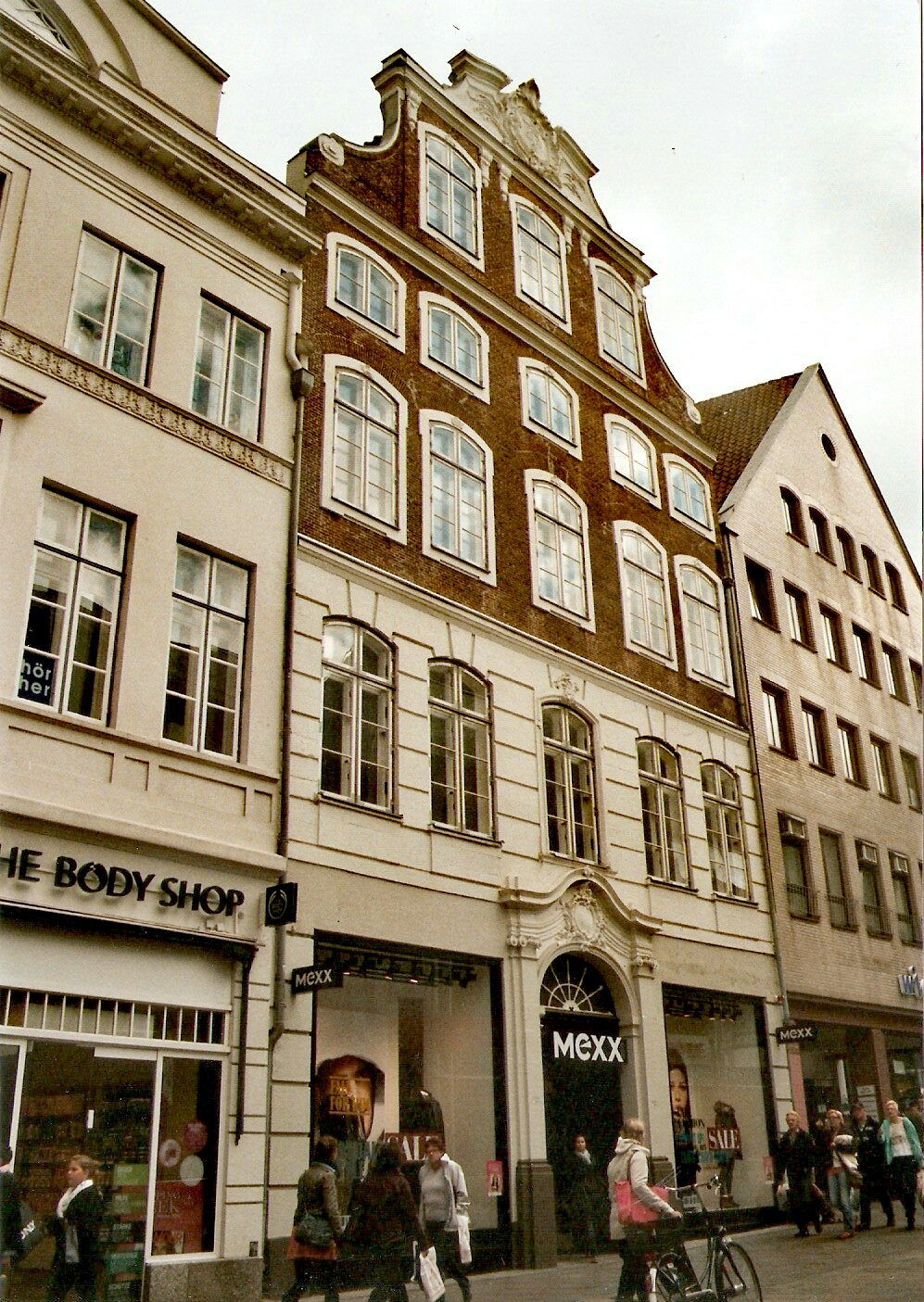
Breite Straße 29, bekannt als Robert’sches Haus

Groot erbaute das heute noch bestehende, denkmalgeschützte Haus Breite Straße 29, das in der Bekrönung der Rokoko-Fassade bis heute sein Familienwappen enthält. Es zeigt in der unteren Hälfte der in bewegten Formen modellierten Rokokokartusche drei Nelken und darüber auf einem Querstabe drei Eicheln an mit Blättern besetzten Stängeln. Sein Wappen befindet sich auch im dritten Rentenbuch von St. Petri (jetzt im Stadtarchiv). Der Schild weist dort freilich nur die drei Nelken (grün in rotem Feld) auf, während die drei Eicheln die Helmzier bilden. Da der Helm über dem Wappen des Giebels fehlt, ist die Helmzier als Modifikation in die Kartusche hineinkomponiert.